# Cheryl Cohen-Greene
Cheryl Cohen-Greene (Massachusetts, 9 de setembro de 1944) é uma terapeuta sexual, escritora e palestrante norte-americana.